# The Idolmaster: Live For You!
The Idolmaster: Live For You!, ufficialmente intitolato "THE IDOLM@STER LIVE FOR YOU!" è un videogioco esclusivo per Xbox 360 pubblicato in Giappone dalla Namco Bandai Games il 28 febbraio 2008. Il videogioco è il sequel del videogioco arcade The Idolm@ster (che è stato in seguito convertito per Xbox 360) che segue la carriera di un produttore che lavora per l'immaginaria etichetta discografica 765 Production e deve selezionare un gruppo di idol. In questo gioco, a causa dell'improvvisa assenza del produttore iniziale, al giocatore viene dato il ruolo del "produttore speciale", ed ha il compito di coordinare i concerti delle idol.

## Il videogioco
In seguito al successo della versione del gioco per Xbox 360, la Namco ha rivelato la produzione di Live for You! nell'ottobre 2007. Il gioco si concentra maggiormente sulla parte relativa ai concerti rispetto all'originale, con grande cura relativamente alla personalizzazione del palco, dei costumi e delle canzoni.
Il gioco è stato venduto in due differenti edizioni, una regolare ed una limitata. L'edizione limitata include una custodia personalizzata ed un DVD contenente un OAV ed un'anteprima dei remix dei brani, disponibili sull'Xbox Live. Alle copie prenotate veniva inoltre regalata la possibilità di scaricare gratuitamente un nuovo brano, Shiny Smile da utilizzare nel gioco.

## OAV
La storia dell'OAV, della durata di circa 17 minuti, ruota intorno ad Haruka, Chihaya e Miki in viaggio contro il tempo per arrivare a Tokyo ed unirsi con le altre ragazze per il loro concerto finale.